# Sant Andreu de Llavaneres
Sant Andreu de Llavaneres, en castillan: San Andrés de Llavaneras, est une commune de la comarque de Maresme dans la province de Barcelone en Catalogne (Espagne).

## Géographie

### Communes limitrophes
Les communes limitrophes sont  Dosrius, Mataró et Sant Vicenç de Montalt.

## Démographie
(mai 2024).
Le contenu est difficilement compréhensible vu les erreurs de traduction, qui sont peut-être dues à l'utilisation d'un logiciel de traduction automatique.
Le site archéologique des « Rocs de Sant Magí ».
Ce témoin de peuplement est probablement plus ancien. Localisé à une hauteur de 428m à côté du lotissement de luxe « Super Maresme ».
Chaîne de montagnes du Montalt, se trouve sur un ensemble de blocs granitiques de taille considérable de la période paléozoïque.

## Écologie
En 2006, une prolifération d'algues du type Ostreopsis y a été détectée.

## Personnalités
- José de Calasanz Vives y Tutó (1854-1913), capucin et cardinal espagnol